# Болдуин, Джек
Сэр Джек Эдвард Болдуин (англ. Jack Edvard Baldwin; 8 августа 1938 — 4 января 2020) — английский химик, автор правил Болдуина для реакций циклизации. Член Лондонского королевского общества (с 1978 года), бывший профессор (1978—2005) и глава факультета органической химии Оксфордского университета. Рыцарь-бакалавр (1997).

## Биография
Обучался в Имперском колледже Лондона, где получил степень бакалавра в 1960 году. Защитил докторскую диссертацию под руководством нобелевского лауреата Дерека Бартона (1964 год).
В 1963—1978 годах Джек Болдуин преподавал в Имперском колледже, университете штата Пенсильвания и Массачусетском технологическом институте. В МТИ он совершил самое известное своё открытие — правила Болдуина. В 1978 году переехал в Оксфордский университет, где заведовал известной лабораторией Дайсона Перринса (англ. Dyson Perrins Laboratory) вплоть до её закрытия в 2003 году.
Профессор Болдуин вышел на пенсию в 2005 году, но продолжает вести исследования и руководить научной группой. Сфера его научных интересов: механизмы реакций, методология органического синтеза, полный синтез соединений природного происхождения, исследования процессов биосинтеза.
Член Американской академии искусств и наук (1994), членкор Гёттингенской академии наук.

## Награды
- 1973 — Премия Кордэй−Моргана[англ.]
- 1984 — Золотая медаль Пауля Каррера[англ.] Цюрихского университета
- 1988 — Paul Janssen Prize for Creativity in Organic Synthesis
- 1993 — Медаль Дэви
- 1998 — Премия Роберта Робинсона[нем.]
- 1999 — Медаль Леверхалма
- 2002 — Премия Наканиси[англ.]
- 2006 — Премия Парацельса[нем.]
- 2008 — Золотая медаль Дерека Бартона[нем.]

## Известные работы
- J. E. Baldwin. Rules for Ring Closure // J. Chem. Soc., Chem. Commun.. — 1976. — С. 734. — doi:10.1039/C39760000734.

- J. E. Baldwin, J. Cutting, W. Dupont, L. Kruse, L. Silberman, R. C. Thomas. 5-Endo-trigonal reactions: a disfavoured ring closure // J. Chem. Soc., Chem. Commun.. — 1976. — С. 736—738. — doi:10.1039/C39760000736.

- P. L. Roach, I. J. Clifton, V. Fülöp, K. Harlos, G. J. Barton, J. Hajdu, I. Andersson, C. J. Schofield, J. E. Baldwin. Crystal structure of isopenicillin N synthase is the first from a new structural family of enzymes // Nature. — 1995. — Т. 375. — С. 700—704. — doi:10.1038/375700a0.